# Nathan Wilmot
Nathan Wilmot, född den 13 december 1979 i Sydney, är en australisk seglare.
Han tog OS-guld i 470 i samband med de olympiska seglingstävlingarna 2008 i Qingdao i Kina.